# Søren Søndergaard
 For alternative betydninger, se Søren Søndergaard (flertydig). (Se også artikler, som begynder med Søren Søndergaard)
Søren Bo Søndergaard (født 16. august 1955 i Kyndby) er en dansk faglærer, metalarbejder og politiker, og nuværende medlem af Folketinget siden valget i 2015 for Enhedslisten. Tidligere, fra 1994 til 2005, sad Søren Søndergaard i Folketinget, fra 2005 til 2007 var han byrådsmedlem i Gladsaxe Kommune og fra 2007 til 2014 medlem af Europa-Parlamentet.

## Baggrund
Søren Søndergaard blev født den 16. august 1955 hjemme i forældrenes hjem på Jungehøj 74 i Kyndby, som søn af maskinmester Ernst Søndergaard og kontorassistent Birthe Søndergaard. Forældrene var blevet gift fem år forinden i maj 1950 i Lyngby Kirke.
Søren Søndergaard tog realeksamen 1972 og højere forberedelseseksamen på Gentofte Statsskole 1972-1974. Han er uddannet svejser og skibsbygger på B&W Skibsværft 1975-1983 og aftjente sin værnepligt ved Bornholms Værn 1977-1978 og var faglærer ved AMU København 1988-1994.

## Politisk karriere
I 1971 meldte Søren Søndergård sig ind i Venstresocialisterne, men søgte kort efter optagelse i Socialistisk Ungdoms Forum på grund af denne gruppes tilknytning til Fjerde Internationale. Han blev optaget i 1972, men meldte sig først ud af VS efter 5. kongres i 1973. Han fortsatte i den trotskistiske bevægelse, hvor han var med til at danne Revolutionære Socialisters Forbund og senere blev sekretær i Socialistisk Arbejderparti (SAP) fra 1983-1988.
Søren Søndergaard var som repræsentant for SAP deltager i forhandlingerne om og blandt initiativtagerne til dannelsen af Enhedslisten For denne opstillede han som kandidat til Folketinget på Bornholm 1990-1993 og i Gladsaxekredsen fra 1993. Han var medlem af Folketinget fra 1994 til 2005. Ved dronningerunden efter folketingsvalget i 1994 pegede han sammen med Frank Aaen på Poul Nyrup Rasmussen som forhandlingsleder. Søndergaard understregede dog, at Enhedslisten ville stemme sag for sag efter sin overbevisning. Han blev i sin første periode i Folketinget medlem af Europarådets parlamentariske forsamling og rapportør vedrørende Albanien og politiske fanger i Azerbajdjan. Da han faldt for rotationsreglen, opstillede han ved kommunalvalget i 2005. Her blev han valgt ind i kommunalbestyrelsen for Gladsaxe Kommune med næsthøjeste antal personlige stemmer efter borgmesteren Karin Søjberg Holst og med 11,4% af stemmerne opnåede Enhedslisten 3 mandater ved valget. Da han indtrådte i EU-Parlamentet, trådte hans suppleant Anja Nørager-Nielsen ind som stedfortræder i kommunalbestyrelsen.
Ved EU-Parlamentsvalget 2004 blev Søren Søndergaard suppleant for Folkebevægelsen mod EU. Han indtrådte som medlem, da Ole Krarup trådte ud af parlamentet på grund af sygdom i februar 2007. I parlamentet deltog han ligesom sin forgænger i GUE-NGL-gruppen. Han var spidskandidat for Folkebevægelsen mod EU ved Europa-Parlamentsvalget 2009, hvor han blev genvalgt som dansk medlem. Søren Søndergaard var medlem af budgetkontroludvalget, udvalget om borgernes rettigheder og retlige og indre anliggender og delegationen for forbindelserne med Mercosur. Han var stedfortræder i udvalget om det indre marked og forbrugerbeskyttelse og i delegationen til den blandede parlamentariske forsamling AVS-EU.
Søren Søndergaard er medlem af det trotskistiske parti Socialistisk Arbejderparti (SAP) der i dag er en del af Enhedslisten.
Folkebevægelsen mod EU meddelte den 28. januar 2013 i en pressemeddelelse at Søndergaard ikke genopstillede til EU-Parlamentet ved valget i 2014. Hans begrundelse var, at han ønskede at lade nye kræfter komme til. Ved Folketingsvalget 2015 blev han på ny indvalgt i Folketinget, på et kredsmandat i Københavns Omegns Storkreds.